# Can Sanmartí
Can Sanmartí és una obra de Caldes de Montbui (Vallès Oriental) protegida com a bé cultural d'interès local.

## Descripció
L'edifici després de moltes modificacions al llarg de la història, té un ús industrial, amb grans llums en planta i una considerable alçada interior, amb la incorporació d'un pis o altell. L'edifici fa mitgera amb les edificacions del costat de forma irregular, obrint les seves façanes a dos carrers i a una placeta. És de planta baixa i un pis. L'edifici té una estructura de pilars i murs portants de maó amb arcades de pedra. L'edifici té una coberta inclinada, a dues vessants, de teula aràbiga.
La façana principal s'endreça a partir d'un eix vertical que ordena els dos únics forats que té. La porta d'accés està formada per una arcada de mig punt de grosses dovelles. La finestra de la planta pis adopta dimensions quadrangulars, amb els llindars i brancals de pedra. L'edifici està rematat per una cornisa amb una filada de teules i a sobre una barana.
Les cantonades de l'edifici són de pedra i els acabats del pla de la façana són arrebossats.
Cal destacar també les tres voltes de pedra que hi ha a l'interior, a la planta baixa de l'edifici, així com la inscripció en la llinda de la finestra "PERE:GRAU:1601".

## Història
L'edifici està construït sobre l'antiga capella sepulcral de Sant Pere. L'edifici en qüestió se situa al bell mig del nucli antic de la vila, en el carrer o carreró de Sant Pere o Sant Pere Més Baix, encara existent, malgrat que no porti el nom. Aquest és el passadís que permet d'entrar a l'antiga casa de Santmartí, i que dona a la Plaça de l'Església o antiga Plaça de l'Om. Aquest carrer està documentat ja en el segle xiii (1289), i era la continuació del carrer de Sant Pere Més Alt (1540), actualment carrer de Sant Pere, delimitat per la Plaça de l'Església i el carrer dels Corredossos. Aquest petit carreró, o més aviat passadís de Sant Pere, ha perdut el seu nom, i és el carrer de Barcelona el que dona la numeració.